# Frederic John Walker

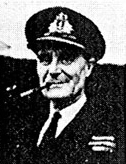
Captain Frederic John Walker

Frederic John Walker CB, DSO and three Bars (* 3. Juni 1896 in Plymouth; † 9. Juli 1944 in Seaforth nahe Liverpool) war ein Offizier der britischen Royal Navy, der bekannt wurde für seine außerordentlich erfolgreiche Jagd auf deutsche U-Boote während der Atlantikschlacht.

## Beginn der militärischen Laufbahn

### Ausbildung und erste Einsätze
Frederic John Walker, der im Oxford Dictionary of National Biography und einigen Ausgaben der London Gazette auch als „Frederick“ bezeichnet wurde, wurde in Plymouth als Sohn von Frederic Murray und Lucy Selina (geborene Scriven) Walker geboren. Er ging auf das Britannia Royal Naval College in Dartmouth, wo er auch seinen Abschluss erzielte. Er diente zunächst auf dem Schlachtschiff Ajax als Midshipman (entspricht etwa dem Leutnant zur See) und wurde nach seiner Beförderung zum Sub-Lieutenant (entspricht etwa dem Oberleutnant zur See) für die Zeit von 1916 bis 1917 auf die Zerstörer Mermaid und Sarpedon versetzt. Am Ende des Ersten Weltkrieges wurde er auf das Schlachtschiff der Queen-Elizabeth-Klasse Valiant versetzt. Er war mit Jessica Eileen Ryder Stobart verheiratet, mit der er drei Söhne und eine Tochter hatte.

### Zwischen den Weltkriegen
In der Zeit zwischen den beiden Weltkriegen nahm Walker freiwillig an den damals eher unpopulären U-Boot-Bekämpfungslehrgängen teil („anti-submarine warfare“ (ASW) ist die englische Bezeichnung für die U-Jagd). Er belegte auch Kurse in der 1924 neu geschaffenen U-Jagd-Trainingsschule HMS Osprey auf Portland. Walker wurde damit zu einem Experten in dieser spezialisierten Art der Kriegsführung. Im Mai 1933 erhielt er seine Beförderung zum Commander (entspricht Fregattenkapitän) und übernahm das Kommando über den Zerstörer Shikari. Wenig später, im Dezember 1933 übernahm Walker das Kommando über die Falmouth, eine Sloop der Shoreham-Klasse. Sie war auf der China Station eingesetzt. Im April 1937 wurde Walker Experimental Commander in der Schule HMS Osprey.

## Zweiter Weltkrieg

### 1939–1941
Als der Zweite Weltkrieg 1939 begann, schien Walkers Karriere bereits am Ende zu sein. Er hatte immer noch den Rang eines Commanders, war bei der Beförderung zum Captain übergangen worden und wollte eigentlich in den vorzeitigen Ruhestand gehen. Er gewann einen Aufschub und wurde im Kriegsjahr 1940 zum Offizier im Operationsstab von Vizeadmiral Sir Bertram Ramsay ernannt. Walker hatte immer noch kein aktives Kommando, obgleich kein Zweifel darin bestehen konnte, dass sein Know-how in der U-Jagd für die Atlantikschlacht unverzichtbar war. Während seiner Zeit als Offizier im Operationsstab von Ramsey fand die legendäre Operation Dynamo bei Dünkirchen statt, bei der die British Expeditionary Force (BEF) sowie französische Truppen aus Frankreich evakuiert wurden. Die Evakuierung war ein großer Erfolg; mehr als 330.000 britische und französische Truppen konnten ins Vereinigte Königreich entkommen. Für seine Verdienste wurde er namentlich im Kriegsbericht erwähnt (Mentioned in Despatches).

### Erstes aktives Kommando
Walker erhielt schließlich im Oktober 1941 das Kommando über die 36th escort group (36. Geleitgruppe), er kommandierte die Sloop der Bittern-Klasse HMS Stork. Die Geleitgruppe bestand aus zwei Sloops und sechs Korvetten und war in Liverpool stationiert, wo auch das Bereichskommando für die Western Approaches angesiedelt war. Die Geleitgruppe war vorrangig für die Sicherung von Konvois von und nach Gibraltar zuständig.
Die erste Gelegenheit, seine vor dem Krieg gewonnenen Fähigkeiten in der U-Jagd zu testen, ergab sich im Dezember 1941, als seine Gruppe den Konvoi HG-76 (32 Schiffe) eskortierte. Im Verlauf dieser Geleitzugsschlacht wurden fünf deutsche U-Boote versenkt, drei durch Schiffe und zwei von Flugzeugen. U 574 vom Typ VII C unter dem Kommando von Dietrich Gengelbach musste am 19. Dezember nach einem erfolgreichen Wasserbomben-Angriff auftauchen und wurde von Walkers Schiff gerammt. Die Verluste der Briten in der Schlacht um HG-76 waren der Geleitflugzeugträger Audacity, der Zerstörer Stanley und zwei Handelsschiffe. Dies gilt als der erste alliierte Sieg in der Verteidigung eines Konvois in der Atlantikschlacht. Walker erhielt dafür am 6. Januar 1942 den Distinguished Service Order (DSO). Walkers Gruppe versenkte bis Mitte 1942 mindestens noch drei weitere U-Boote. Im Juli 1942 wurde er mit der ersten Spange zum Distinguished Service Order ausgezeichnet.

### Aufstellung des ersten U-Jagdverbandes mit neuer Taktik

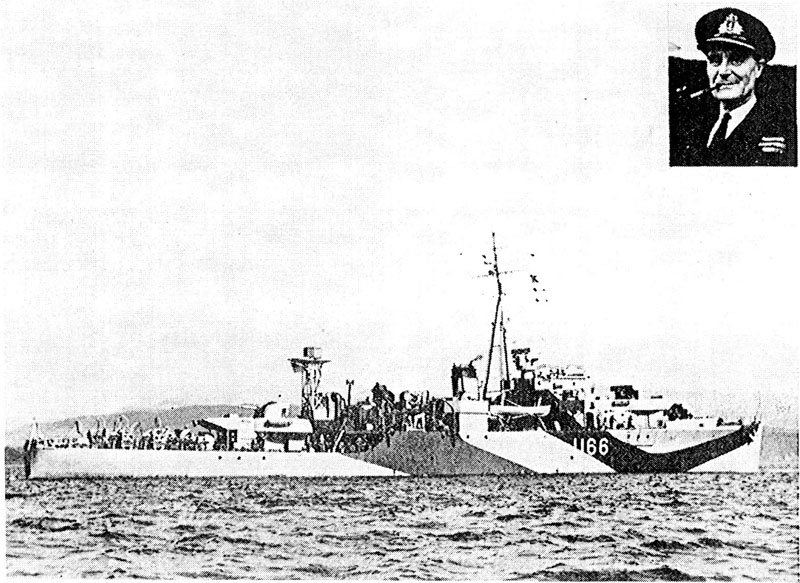
1943 übernahm Frederic John Walker das Kommando über HMS Starling, eine Sloop der Black-Swan-Klasse

1942 verließ Walker die 36. Geleitgruppe (36th escort group) und wurde zum Captain (D) Liverpool befördert, was ihm etwas Zeit einbrachte, sich zu erholen. Schließlich wurde Walker 1943 Kommandeur der Second Support Group, die aus sechs Sloops bestand. Walker selbst fuhr auf der kurz vorher in Dienst gestellten Starling, die zur Black-Swan-Klasse gehörte und das Flaggschiff der Gruppe war. Die anderen fünf Schiffe der Gruppe waren die Sloops Cygnet, Kite, Wild Goose, Woodpecker und Wren. Die Gruppe war als Verstärkung für angegriffene Konvois gedacht. Sie hatte die Mittel, nicht wie bisher nur den Konvoi zu eskortieren und zu verteidigen, sondern die U-Boote aktiv aufzuspüren, zu verfolgen und zu vernichten. Die neue von Walker entwickelte Taktik creeping attack war für den Erfolg ausschlaggebend. Während zwei Schiffe per Asdic und Radar Kontakt zum feindlichen U-Boot hielten, fuhr der Rest immer wieder über die Tauchstelle und warf Wasserbomben auf das geortete Ziel. Walker hatte diese neuartige Idee seinem Vorgesetzten, dem Commander-in-Chief des Western Approaches Command Sir Max Kennedy Horton vorgeschlagen. Diese neue Taktik der aktiven Jagd auf U-Boote, die mit der Entschlüsselung des Enigma-Codes durch Bletchley Park (BP) möglich wurde, sollte sich als sehr erfolgreich erweisen und in der Schlacht um den Atlantik letztlich als mit entscheidender Faktor zum Sieg über die U-Boote führen. Ein exzentrischer Aspekt Walkers war das Abspielen der Melodie „A Hunting We Will Go“ über die Tannoy-Schiffslautsprecher bei der Rückkehr in ihre Basen.

### 1943–1944

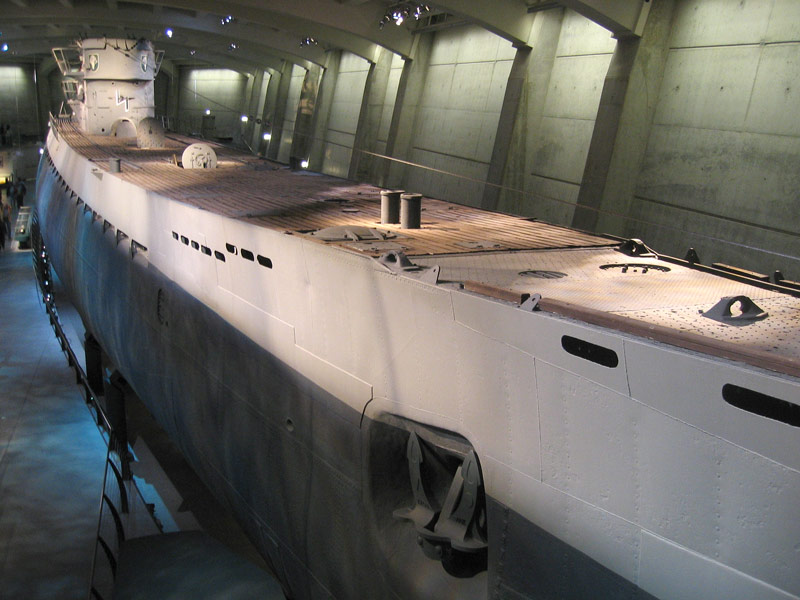
U-Boot der Klasse IX

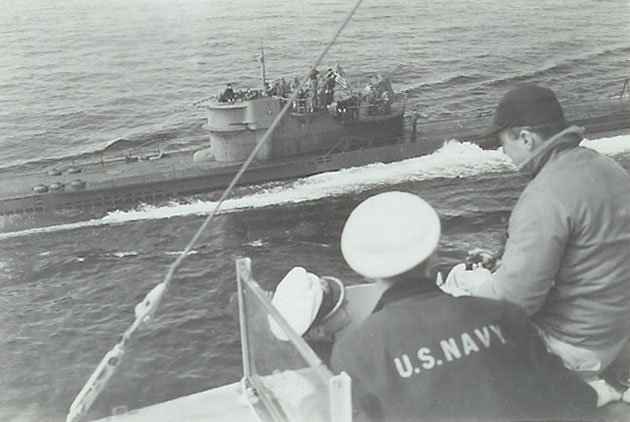
U-Boot der Klasse X

Im Juni 1943 versenkte allein die Starling zwei feindliche U-Boote. U 202 unter dem Kommando von Günter Poser wurde am 2. Juni durch Wasserbomben zum Auftauchen gezwungen und danach durch die Deckgeschütze versenkt, U 119 (Typ X B) wurde wiederum am 24. Juni durch Wasserbomben zum Auftauchen gezwungen und danach gerammt. U 449 unter Hermann Otto wurde am selben Tag von der Second Support Group versenkt. Am 30. Juli traf Walkers Gruppe in der Biskaya auf eine Gruppe von drei U-Booten (zwei waren Versorgungsboote der Typ XIV – sie wurden auch als „Milchkühe“ bezeichnet). Nach der Sichtung eröffnete die Jagdgruppe sofort das Feuer mit den Deckgeschützen. U 462 (Typ XIV) von Bruno Vowe und U 504 (Typ IX C/40 – ein Langstrecken U-Boot) unter dem Kommando von Korvettenkapitän Wilhelm Luis wurden schwer beschädigt und sanken. Das dritte U-Boot U 461 (Typ XIV) wurde von einem Short-Sunderland-Flugzeug versenkt.
Bei seiner Rückkehr nach Liverpool erfuhr Walker, dass sein Sohn Timothy gefallen war. Er gehörte zur Besatzung des U-Bootes HMS Parthian, das Anfang August 1943 im Mittelmeer verlorenging. Am 14. September 1943 wurde Walker mit dem Order of the Bath ausgezeichnet.
Am 6. November 1943 versenkte Walkers Gruppe U 226 und U 842. Anfang 1944 zeigte sie erneut ihre Gefährlichkeit und Effektivität, als sie bei einem Einsatz sechs U-Boote versenkte: am 31. Januar die U 592, am 9. Februar U 762 unter Walter Pietschmann, U 238 unter Horst Hepp und U 734 unter Hans-Jörg Blauert, am 11. Februar U 424 von Günter Lüders und am 19. Februar U 264. Der Kommandant von U 264 Kapitänleutnant Hartwig Looks sowie Teile der Besatzung überlebten die Versenkung ihres Bootes und gingen in britische Gefangenschaft.
Am 20. Februar wurde die HMS Woodpecker aus der Jagdgruppe von einem akustischen Torpedo von U 256 unter dem Kommando von Oberleutnant zur See Wilhelm Brauel getroffen und sank sieben Tage später, nachdem vergeblich versucht worden war, das beschädigte Schiff in den nächstgelegenen britischen Hafen zu schleppen, es gab keine Toten. Bei der Rückkehr nach Liverpool wurde die Second Support Group begeistert empfangen. Albert Victor Alexander, der Erste Lord der Admiralität, zeichnete Walker persönlich aus. Er wurde zum Captain ernannt und erhielt eine zweite Spange zum Distinguished Service Order.
Im März 1944 eskortierte Walker mit seiner Gruppe den amerikanischen Kreuzer Milwaukee auf seinem Weg in die Sowjetunion im Rahmen des Leih- und Pachtgesetzes (lend-lease-act). Auf der Hinreise wurden zwei U-Boote versenkt, auf dem Rückweg drei. Walkers letzter Auftrag war die Sicherung des Ärmelkanals gegen deutsche U-Boote am D-Day. Dieser Einsatz dauerte zwei Wochen und war sehr effektiv, da es keinem einzigen U-Boot gelang, in den Kanal zu kommen und die Alliierten anzugreifen. Walkers persönliche Belastungen waren enorm. Am 13. Juni wurde er mit der dritten Spange seines Ordens ausgezeichnet und am 20. Juni 1944 wiederum Mentioned in Despatches.

## Tod und Bestattung
Walker erlitt am 7. Juli 1944 einen Schlaganfall und starb zwei Tage später im Naval Hospital in Seaforth bei Liverpool im Alter von 48 Jahren.
Die Trauerfeierlichkeiten fanden an der Liverpool Cathedral mit militärischen Ehren in Anwesenheit von etwa 1000 Personen statt. In einer Prozession mit Vertretern der Marine ging der Trauerzug durch die Straßen Liverpools bis zum Hafen. Der Zerstörer Hesperus unter dem Kommando von Captain Donald Macintyre, einem weiteren besonders verdienten U-Boot-Jäger, nahm den Leichnam zur Bestattung zur See auf.
Kurz darauf wurde Walker als weitere Ehrung nochmals am 1. August 1944 Mentioned in Despatches.

## Gedenken

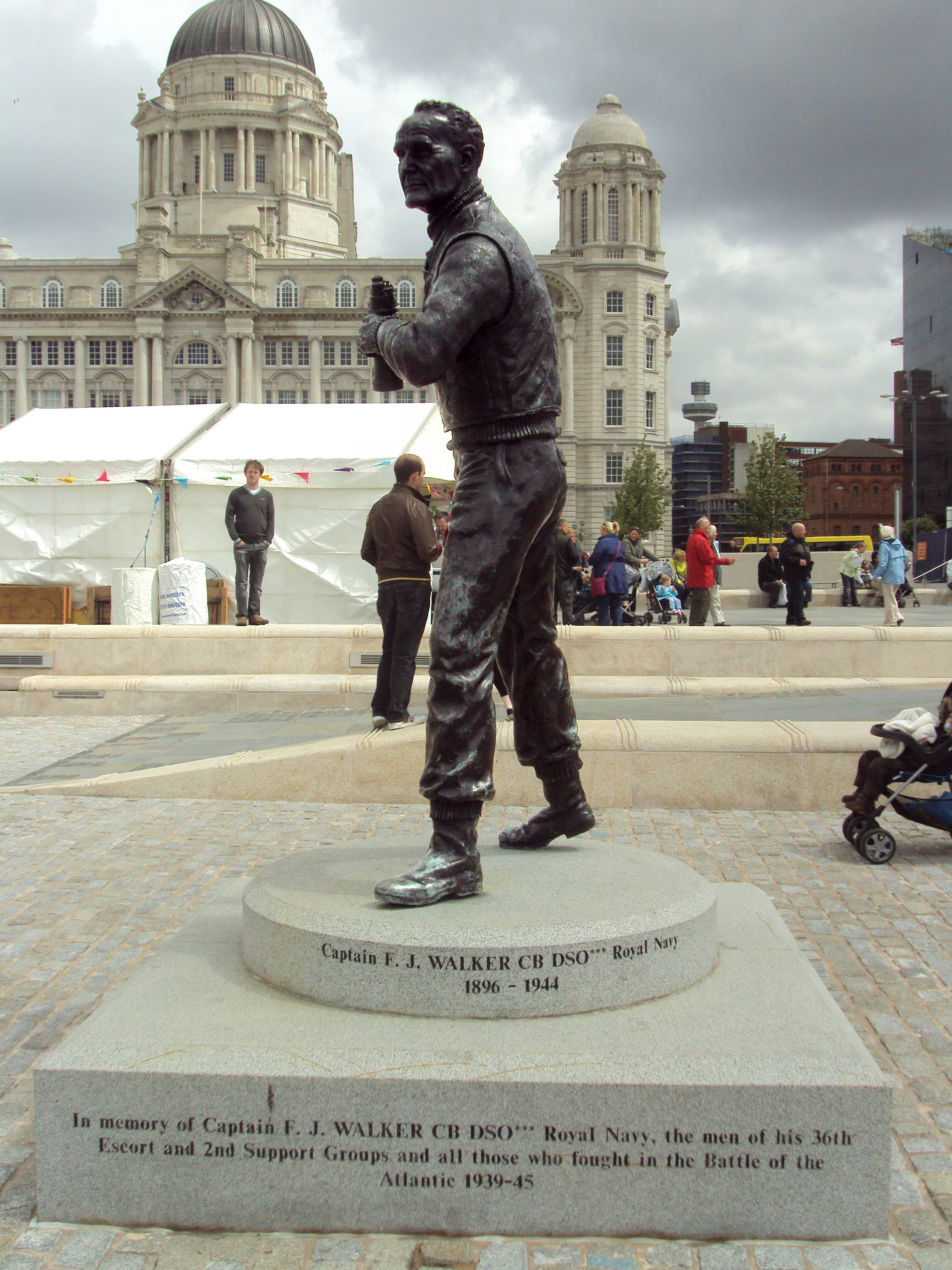
Statue von Frederic John Walker am Pier Head in Liverpool

Walker versenkte mehr U-Boote während der Schlacht auf dem Atlantik als jeder andere britische oder alliierte Kommandeur; er war somit maßgeblich beteiligt am Sieg der Alliierten in dieser Schlacht, einer der wichtigsten Kampagnen des Krieges.
Zu seinen Ehren wurde 1988 eine Statue, gefertigt vom Bildhauer Tom Murphy, am Pier Head von Liverpool durch Prinz Philip enthüllt. Die Statue zeigt Captain John Walker in einer typischen Pose. Die Initiative für diese Statue ging von der Captain Walker’s Old Boys Association aus. Mitglieder der Vereinigung trafen sich in Liverpool am 60. Jahrestag des Sieges in der Schlacht auf dem Atlantik im Jahr 2003 zum Gedenken an ihre Kameraden.
Walkers Enkel, Patrick Walker, setzt als Präsident die Arbeit der Captain Walker’s Old Boys Association, die sich dem Andenken des Captains und seiner Mannschaft angenommen haben, fort.